# 蘇連·高定
蘇連·高定（丹麥語：Søren Colding，1972年9月2日—）是一名已退役的丹麥後防球員。現為丹麥足球超級聯賽球隊邦比的預備組領隊。

## 國家隊生涯
高定於1996年11月19日對法國的友誼賽首度為國家隊上陣。。

## 榮譽
邦比
- 丹麥足球超級聯賽冠軍: 1995-96, 1996-97, 1997-98
- 丹麥盃冠軍: 1997-98

個人
- 邦比最佳球員: 1996 [2]